# Atanas Tasew
Atanas Tasew (bułg. Атанас Тасев; ur. 24 maja 1921 w Radomirze) – bułgarski strzelec, olimpijczyk.
Startował na igrzyskach olimpijskich w 1968 roku (Meksyk). Wystąpił tylko w skeecie, w którym zajął 34. miejsce.

## Wyniki olimpijskie
| Igrzyska | Konkurencja | Wynik       | Miejsce    | Źródło |
| -------- | ----------- | ----------- | ---------- | ------ |
| IO 1968  | Skeet       | 185 punktów | 34 (na 52) | [ 1 ]  |